# Wan Chai (district)
Le district de Wan Chai est un district du centre de Hong Kong. Il est situé sur la côte nord de l'île de Hong Kong, à l'est de Central and Western. C'est un important centre d'affaires et de commerce. C'est aussi le district dont le revenu par habitant est le plus élevé. Son nom vient du quartier de Wan Chai, situé dans sa partie occidentale. 

## Culture
- Le Musée de la Police de Hong Kong se situe dans ce district